# Isola di Capo Rizzuto
Isola di Capo Rizzuto is een gemeente in de Italiaanse provincie Crotone (regio Calabrië) en telt 14.705 inwoners (31-12-2004). De oppervlakte bedraagt 125,3 km², de bevolkingsdichtheid is 113 inwoners per km². Toerisme is een belangrijk aspect van de plaatselijke economie. De luchthaven van Crotone ligt 3 km ten noorden van de gemeente. Het Aragonese kasteel, gebouwd op fundamenten van een veel oudere vesting, trekt toeristen aan die interesse hebben voor de middeleeuwse geschiedenis van de streek.
De volgende frazioni maken deel uit van de gemeente: Campolongo, Capo Rizzuto, Le Castella, Sant'Anna, Le Cannella.

## Demografie
Isola di Capo Rizzuto telt ongeveer 5000 huishoudens. Het aantal inwoners steeg in de periode 1991-2001 met 15,6% volgens cijfers uit de tienjaarlijkse volkstellingen van ISTAT.
| Jaar | Inwoneraantal |
| ---- | ------------- |
| 1991 | 12.315        |
| 2001 | 14.233        |

## Geografie
Isola di Capo Rizzuto ligt aan de Ionische Zee en grenst aan de volgende gemeenten: Crotone, Cutro.